# Мар'їне (роз'їзд)
Ма́р'їне — залізничний роз'їзд Полтавського напрямку. Розташований між станцією Ков'яги та платформою Садки. Пункт розташований поблизу села Високопілля Валківського району. На пункті зупиняються лише приміські потяги. Пункт відноситься до Сумської дирекції Південної залізниці.
Відстань до станції Харків-Пасажирський — 59,2 км.